# دون غلانتز
دون غلانتز (بالإنجليزية: Don Glantz)‏ هو لاعب كرة قدم كندية أمريكي، ولد في 8 يوليو 1933 في سينترل سيتي في الولايات المتحدة.

## وصلات خارجية
- دون غلانتز على موقع JustSportsStats.com (الإنجليزية)